# كاتدرائية طرطوس

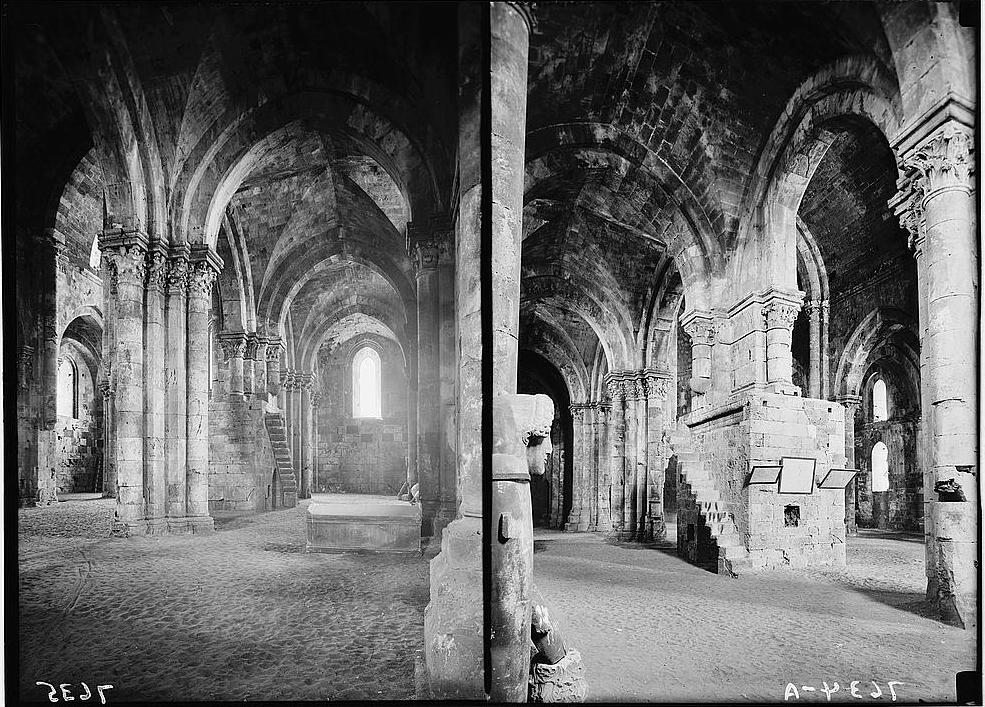
صور من الداخل (1936).

The Cathedral of Our Lady of Tortosa ((بالعربية: كاتدرائية طرطوس) كانت كاتدرائية كاثوليكية في مدينة طرطوس سوريا. تم تشييدها خلال القرن الثاني عشر، وقد وصفها المؤرخون بأنه «أفضل هيكل ديني تم الحفاظ عليه في الحروب الصليبية». كانت الكاتدرائية محبوبة بين الحجاج خلال الحروب الصليبية لأن القديس بطرس كان قد امر من قبل بتشييد كنيسة صغيرة هناك للسيدة العذراء مريم.
بعد أن استولى عليها المماليك، تحولت الكاتدرائية إلى مسجد. اليوم، يتم يستخدم المبنى كمتحف مدينة طرطوس الوطني.

## التاريخ
كانت كاتدرائية مريم العذراء ملاذ امن للحجاج المسيحين خلال الحروب الصليبية، بسبب الاعتقاد منذ الحكم البيزنطي أنها كانت في موقع كنيسة أسسها القديس بطرس. استولت قوات الفرنجة على مدينة طرطوس عام 1099. بمجرد الاستيلاء على الأرض، تم بناء الكاتدرائية فوق كنيسة بيزنطية. من عام 1152 حتى عام 1291، حكم فرسان الهيكل المنطقة. أثناء سيطرة فرسان الهيكل، تسبب زلزال في تضرر الكاتدرائية في عام 1202، ولكن تم إصلاحها بعد فترة وجيزة. في ستينيات القرن التاسع عشر، تم تحصين مبنى الكنيسة للحماية من هجمات المماليك.
في عام 1213، قُتل ريموند، ابن بوهيموند الرابع أمير أنطاكية، في كاتدرائية طرطوس على يد القتلة.
وقعتت الكاتدرائية تحت سيطرة المماليك بعد أن تخلى فرسان الهيكل عن طرطوس عام 1291. تحت حكم المماليك تحولت الكاتدرائية إلى مسجد. منذ عام 1956، المبنى الذي كان كنيسة في السابق أصبح المتحف الوطني في طرطوس، والذي يعرض آثارًا من المنطقة. 

## العمارة

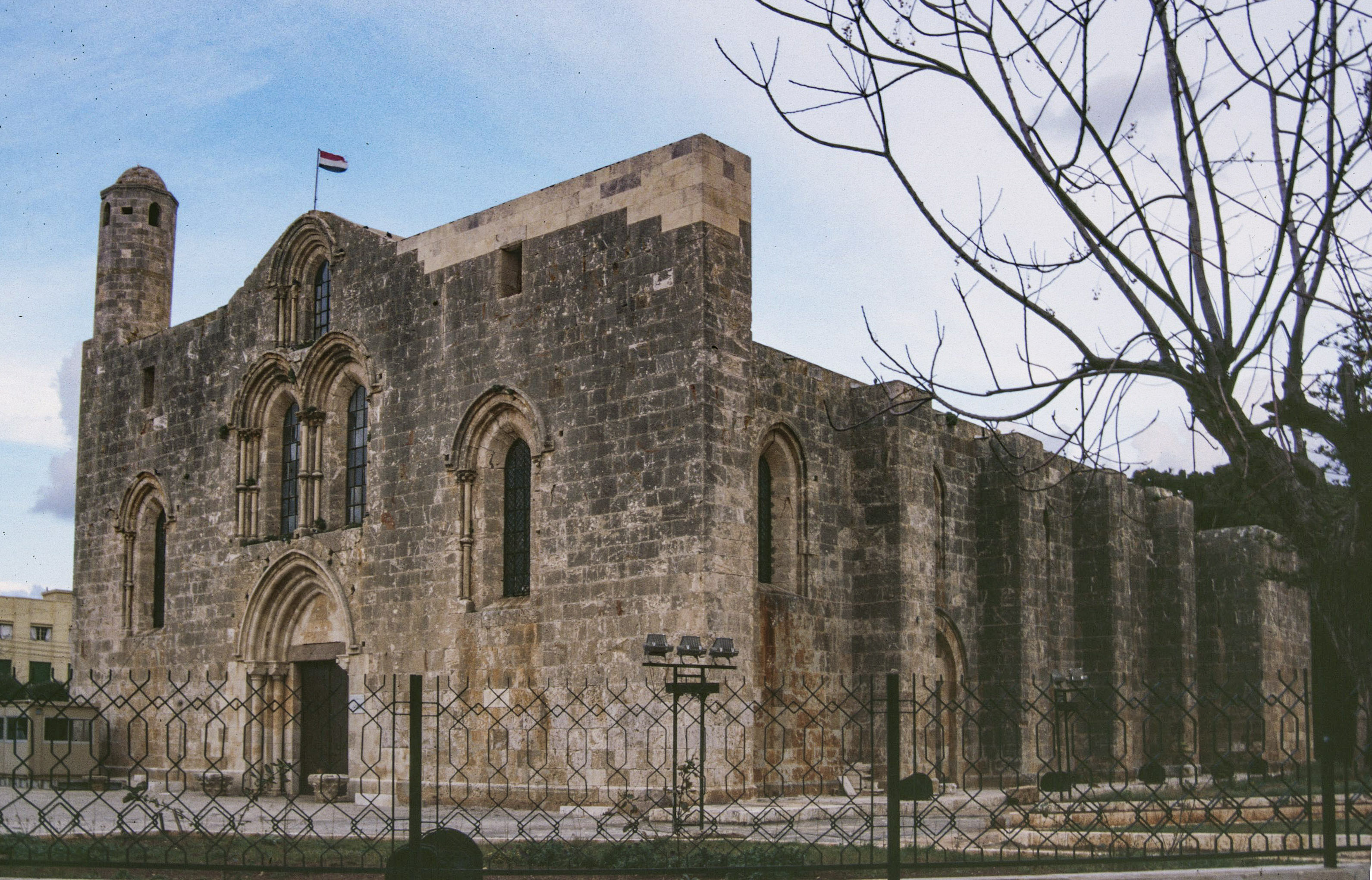
الواجهة الغربية والجدران الجنوبية.

تم بناء كاتدرائية مدينة طرطوس من منتصف القرن الثاني عشر إلى القرن الثالث عشر. تم بناء الطرف الشرقي أولاً ويعكس الطراز الروماني الشعبي. كان البناء اللاحق في القرن الثالث عشر على الطراز القوطي المبكر، كما يظهر في الطرف الغربي للكاتدرائية. اعتمد التصميم على خطة بازيليكا قياسية. وهو كبير بشكل غير عادي، حيث يزيد طوله عن 45 مترًا وعرضه 30 مترًا. صحن الكنيسة مقبب أسطواني بقوس مدبب. يقع ضريح السيدة العذراء على الجانب الشمالي من صحن الكنيسة. الجدران الشمالية والجنوبية لها دعامات بارزة منها، أما الواجهة الغربية فلا يوجد بها أي دعامات. تحتوي الواجهة الغربية المتأثرة بالقوطية على برج جرس واحد متعدد الأضلاع ومجموعات من النوافذ المفردة التي تضيء الممرات الجانبية والصحن. 
من المحتمل أن تكون كاتدرائية مدينة طرطوس هي الكنيسة اللاتينية الوحيدة التي لا تزال قائمة والتي تم تحصينها للدفاع.  بدأ التحصين في ستينيات القرن الثاني عشر بسبب التهديد بغزو المماليك. قدمت المقدسات في الممرات الشمالية الشرقية والجنوبية الشرقية غطاءً في حالة المعركة، وكانت الدعامات في الجدران الشمالية والجنوبية لها مكائن للدفاع. ووفقًا لما ذكره كميل إنلارت، فقد تم أيضًا بناء برجين فوق خلجان الممر الغربي. 